# ヒラヤマンショー
ヒラヤマンショー（1988年10月8日 - ）は、日本のお笑いタレントであり、元マドモアゼルズのメンバー。本名は平山 洋祐（ひらやま ようすけ）。ワタナベコメディスクール18期生。

## 来歴・人物
- 2014年から、本名である平山洋祐名義で、坪倉良太とマドモアゼルズというコンビで活動。当時の所属事務所はワタナベエンターテインメント。
- 2017年9月にコンビを解散し、ワタナベエンターテインメントを離れる。
- 2017年10月に行われた単独ライブ「ヒラヤマン・ショー4」にてライブ名である「ヒラヤマンショー」を芸名とし、フリーのピン芸人として活動を再開。このライブ名と芸名は自身が好きなジム・キャリー主演映画『トゥルーマン・ショー』をもじったものである。
- 京都府出身。京都府立鳥羽高等学校、青山学院大学卒業。身長174cm、体重65kg、血液型はA型。
- アメリカやシンガポールへの留学経験があり、英語が話せる。TOEICのスコアは850点。
- お笑い芸人になる前は機械メーカーの営業職だった。
- 小学4年生の時から野球をやっており、現在は中山秀征の草野球チームに属する。中日ドラゴンズ大野雄大投手とは幼馴染である。
- マドモアゼルズ時代から、当時の事務所の先輩であるクマムシと仲が良い。
- クマムシの「なんだしっ!」のPVで共演した吉岡里帆のことが好きになり、それ以来ずっと片思いをしている。
- 中学2年生の時からサザンオールスターズのファンクラブに入っている。
- 日本の非公認観光大使「Yo-chan」として、世界に向けてAV（Attractive Video）を公開している。

## 出演番組

### テレビ
- 穴があくほど定点観測
- オモクリ監督 〜O-Creator's TV show〜
- 前略、西東さん
- THE 城攻め

### PV
- クマムシ 「なんだしっ!」
- クマムシ 「シャンプー」